# Латвійське радіо

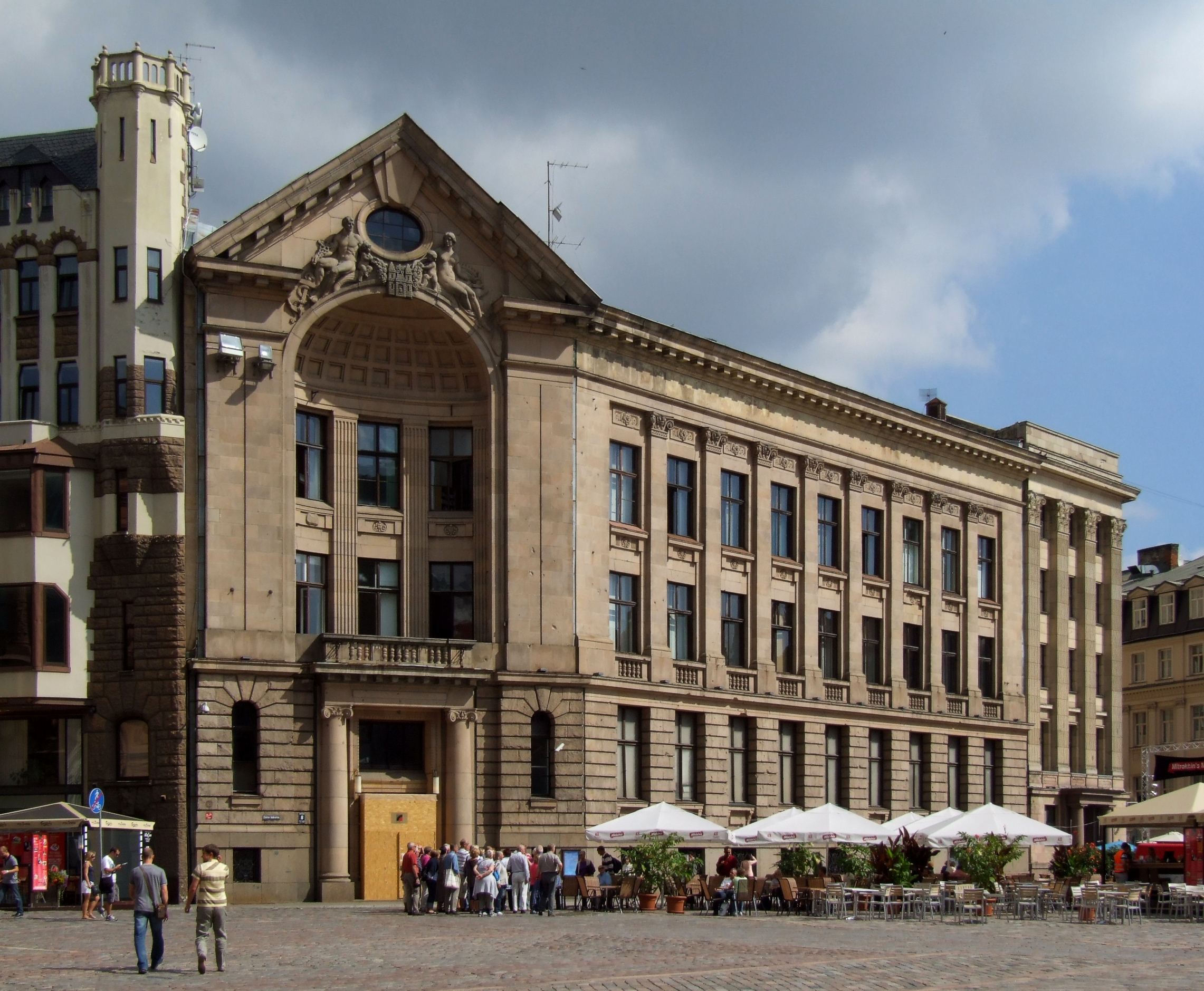
Будівля Латвійського радіо в центрі міста Рига

Латвійське радіо — державна радіостанція Латвії, яка почала своє мовлення з 1 листопада 1925 року в Ризі. З 1 січня 1993 — член Європейської мовної спілки.

## Програма
- Latvijas Radio 1
- Latvijas Radio 2
- Latvijas Radio 3 — Класика
- Latvijas Radio 4 — Домська площа
- Latvijas Radio 5 — Pieci.lv
- Latvijas Radio 6 — Radio NABA

### Latvijas Radio 1
Слоган:  Завжди перший 
Latvijas Radio 1 — національна програма  латиською мовою, що інформує, просвіщає і розважає, а також закликає захищати демократичні цінності та сприяти змінам у суспільстві. Зміст програми включає в себе інформацію про політичне, соціальне, економічне та культурне життя як Латвії так і світу. Випуски містять як дитячі, так і релігійні програми, присутня є народна музика.

### Latvijas Radio 2
Слоган:  Пісні рідною мовою 
Популярна латвійська музична програма.

### Latvijas Radio 3— Класика
Слоган:  'Мода міняється — класика залишається' 
Latvijas Radio 3 включає в себе класичну, сучасну, джазову музику, культурні програми, новини. Членство в Європейській мовній спілці (EBU) надає можливість для просування продуктивних латвійських музикантів у світі. Робота Latvijas Radio 3 — Класика почала мовити в 1996.

### Latvijas Radio 4— Домська площа
Слоган:  'Ваш простір і Ваш час' 
Найбільша в Латвії радіостанція, що веде мовлення російською мовою, а також мовами інших національних меншин, що проживають в країні.

### Latvijas Radio 5 Pieci.lv
Слоган:  Увімкніть і є! 
Pieci.lv — це радіоканал для молодої аудиторії. Кілька годин в день на каналі колишнього радіо NABA транслюються програми. Передбачена співпраця з Латвійським університетом.

## Історія

### Заснування (1925)
У 1925 році була створена компанія Rīgas radiofons («Ризьке радіомовлення»), яка здійснювала мовлення на середніх хвилях.

### Держтелерадіо Латвійської РСР (1940—1990)
Після окупації Латвії у 1940 році Rīgas radiofons було реорганізовано в Комітет радіофікації та радіомовлення при РНК Латвійської РСР (Радіокомітет Латвійської РСР). Радіостанція отримала назву LR (Latvijas Radio — «Латвійське радіо»), ставши республіканським часовим блоком у рамках радіостанції імені Комінтерну, ретрансляцію якої було налагоджено через ризький радіопередавач.
У 1941—1944 роках через цей самий передавач здійснювалося мовлення радіостанції Hauptsender Riga.
У 1953 році Радіокомітет Латвійської РСР було реорганізовано в Головне управління Міністерства культури Латвійської РСР (Радіоуправління Латвійської РСР), а у 1957 році — в Державний комітет Латвійської РСР з телебачення і радіомовлення (Держтелерадіо Латвійської РСР).

### Latvijas Radio з 1990 року
У 1990 році Держтелерадіо Латвійської РСР було розділено на Латвійське телебачення і Латвійське радіо (Latvijas Radio) (LR). З 1993 року Латвійське радіо є членом Європейського мовного союзу.
У 1995 році LR запустило радіоканал LR2, тодішній канал LR було перейменовано на LR1.
- 6 січня 1996 року з’явився радіоканал LR3.
- 7 січня 2002 року в ефір вийшов LR4 Домська площа.
- 1 грудня 2002 року — Radio NABA Латвійського університету (згодом — Latvijas Radio 6 Radio Naba).
- 14 липня 2013 року стартував LR5.

9 січня 2013 року Національна рада електронних ЗМІ Латвії затвердила концепцію створення нового латвійського суспільного медіа, яке планується сформувати протягом п’яти років шляхом об’єднання Латвійського телебачення, Латвійського радіо та інтернет-платформ.

## Зона мовлення
| Город      | LR1   | LR2   | LR3 — Класика | LR4 — Домська площа. |
| ---------- | ----- | ----- | ------------- | -------------------- |
| Рига       | 90,7  | 91,5  | 103,7         | 107,7                |
| Лієпая     | 107,1 | 101,0 | 104,6         | 97,9                 |
| Кулдіга    | 95,9  | 101,3 | 92,0          | -                    |
| Вентспілс  | 99,2  | 103,0 | 89,8          | 95,3                 |
| Дундага    | 91,1  | 106,7 | -             | -                    |
| Валміера   | 104,0 | 101,5 | 87,6          | -                    |
| Цесвайне   | 102,5 | 105,0 | 103,5         | -                    |
| Даугавпілс | 106,1 | 100,7 | 90,6          | 104,0                |
| Резекне    | 104,2 | 101,0 | 101,8         | 107,5                |
| Алуксне    | 106,8 | 104,3 | -             | -                    |
| Вієсіте    | 107,6 | 104,7 | 102,2         | -                    |
| Лієлауце   | 99,6  | -     | -             | -                    |
| Вітрупе    | 105,5 | -     | -             | -                    |
| Дагда      | 102,6 | -     | -             | -                    |